# Barly (Somme)
Barly é uma comuna francesa na região administrativa de Altos da França, no departamento de Somme. Estende-se por uma área de 11,64 km². Em 2010 a comuna tinha 174 habitantes (densidade: 14,9 hab./km²).